# 安田小学校 (私立)
安田小学校（やすだしょうがっこう）は、広島県広島市中区にある私立の小学校。設置者は学校法人安田学園。
安田学園は広島県内に幼稚園から大学院まで設置している学校法人である。女子のみ安田女子中学校・高等学校へ進学できる。

## 沿革
- 1915年（大正4年） - 広島技芸女学校新設[2]。
- 1920年（大正9年） - 広島実科高等女学校を併設[2]。
- 1922年（大正11年）  - 安田高等女学校に改組[2]。
- 1927年（昭和2年） - 広島技芸女学校を広島高等家政女学校と改称[2]。
- 1956年（昭和31年）4月 - 安田小学校開校[1]。

## 系列校
- 安田女子大学
- 安田女子短期大学
- 安田女子中学校・高等学校
- 安田女子大学付属幼稚園
- 安田女子短期大学付属幼稚園

## 著名な出身者
- 長原幸太（ヴァイオリニスト）
- 石橋林太郎（衆議院議員）
- 畦元将吾（衆議院議員）

## 制服
- 2021年現在の制服
  - 男子
    - ブレザー、ネクタイ、長袖シャツ、半ズボン(冬服)
    - ネクタイ、長袖シャツ、半ズボン(合服)
    - 半袖シャツ、半ズボン(夏服)

  - 女子
    - ブレザー、長袖ブラウス、棒リボン、ジャンパースカート(冬服)
    - 長袖ブラウス、棒リボン、ジャンパースカートまたは吊りスカート(合服)
    - セーラー服または半袖ブラウス、吊りスカート(夏服)
- 2022年に導入される制服
  - 男子
    - ブレザー、ネクタイ、長袖シャツ、半ズボンまたは長ズボン(冬服)
    - ベスト、ネクタイ、長袖シャツ、半ズボンまたは長ズボン(合服)
    - 半袖シャツ(黒、青)、半ズボンまたは長ズボン(夏服)

  - 女子
    - ブレザー、長袖ブラウス、リボン、ジャンパースカート(冬服)
    - 長袖ブラウス、リボン、ジャンパースカート(合服)
    - 半袖シャツ(黒、青)、スカート(夏服)